# 城間栄喜
城間 栄喜（しろま えいき、1908年3月4日 - 1992年6月9日）は、沖縄県の紅型師。第二次世界大戦後に、地上戦で焦土となった那覇市で、紅型の復興に多大な功績を遺した。近現代の紅型の名匠。沖縄県指定無形文化財「びん型」保持者。

## 人物
沖縄県那覇市出身。父、栄松が極貧の中必死に守り通した紅型を受け継ぎ、地上戦で焦土と化した沖縄で、紅型の再興に尽した。
女流紅型師の先駆者である渡嘉敷貞子、紅型で初めて人間国宝に認定された玉那覇有公ほか、もともと紅型師の家系とは無縁の出身者にも門戸を開いて多くの紅型師を育て、現代紅型の礎を築いた。
長男の城間栄順（1934年 - ）が城間家を継いだ。栄順は、沖縄県指定無形文化財「びん型」保持者に認定されている。現代の名工の表彰を受けている。
長女の道子（1937年 - ）は、玉那覇有公と結婚して工房を支え、沖縄県指定無形文化財「びん型」保持者に認定されている。